# Черній Василь Васильович
Черній Василь Васильович (* 3 листопада 1959 р., с. Ванжулів Лановецького району Тернопільської області) — український політичний діяч.

## Біографічні відомості
Народився 3 листопада 1959 року у с. Ванжулів Лановецького району Тернопільської області. Після закінчення Ванжулівської восьмирічної школи продовжував навчання у Буглівській середній школі Лановецького району Тернопільської області. У 1976 році вступив до Уманського сільськогосподарського інституту імені О. М. Горького, який закінчив у 1981 році за спеціальністю вчений агроном. Після закінчення інституту, працював агрономом районної станції захисту рослин в смт. Ланівці Тернопільської області.
З квітня 1981 року по листопад 1982 рік проходив строкову військову служба.
Протягом 1983–1984 років працював агрономом по насінництву в районному управлінні сільського господарства Лановецького райвиконкому Тернопільської області.
З листопада 1984 року по 1987 рік старший агроном відділу освоєння пісків та малопродуктивних земель Українського науково-дослідного інституту садівництва УААН.
1987–1992 рр. — робота на Кримській дослідній станції садівництва, де пройшов шлях від молодшого наукового співробітника до заступника директора з наукової роботи. Закінчив аспірантуру при Українському науково-дослідному інституті УААН.
З 1992 року по 1998 рік — директор Подільської дослідної станції інституту садівництва Української Академії аграрних наук.
З лютого 1998 року по грудень 1999 року очолював Липовецьку райдержадміністрацію Вінницької області.
З грудня 1999 року — начальник головного управління сільського господарства і продовольства облдержадміністрації, а з серпня 2005 року — начальник головного управління агропромислового розвитку облдержадміністрації.
В червні 2006 року призначений заступником голови Вінницької облдержадміністрації з питань агропромислового комплексу.
На виборах до Вінницької обласної ради 31 жовтня 2010 р. обраний депутатом Вінницької обласної ради в одномандатному мажоритарному окрузі № 19 (центр — м. Липовець).
З 31 жовтня 2011 року обраний депутатом Верховної Ради України 6-го скликання за списком Блоку Литвина № 24; набув повноваження з 1 листопада 2011 р. Член Комітету Верховної Ради України з питань аграрної політики та земельних відносин; Секретар групи з міжпарламентських зв'язків з Домініканською Республікою; Член групи з міжпарламентських зв'язків з Східною Республікою Уругвай.
На виборах до Верховної ради 2012 року кандидат у народні депутати в окрузі № 13.

### Нагороди
За вагомий особистий внесок у розвиток агропромислового виробництва, багаторічну самовіддану працю і високий професіоналізм у 2002 році йому присвоєно Почесне звання «Заслужений працівник сільського господарства України», також нагороджений трудовою відзнакою Міністерства аграрної політики України — «Знак Пошани». Українська православна церква за внесок у духовний розвиток українського народу нагородила Орденом Святого Володимира II ступеня.